# Stephenson County
Stephenson County is een county in de Amerikaanse staat Illinois.
De county heeft een landoppervlakte van 1.461 km² en telt 48.979 inwoners (volkstelling 2000). De hoofdplaats is Freeport.